# آسپانگبرگ زانکت پتر
آسپانگبرگ زانکت پتر (به آلمانی: Aspangberg-Sankt Peter) یک منطقهٔ مسکونی در اتریش است که در ناحیه نوین‌کیرشن واقع شده‌است. آسپانگبرگ زانکت پتر ۲٬۰۱۵ نفر جمعیت دارد.